# Berninches
Berninches é um município da Espanha na província de Guadalajara, comunidade autónoma de Castilla-La Mancha, de área 35,20 km² com população de 105 habitantes (2007) e densidade populacional de 2,98 hab./km².

## Demografia
| Variação demográfica do município entre 1991 e 2004 | Variação demográfica do município entre 1991 e 2004 | Variação demográfica do município entre 1991 e 2004 | Variação demográfica do município entre 1991 e 2004 |
| --------------------------------------------------- | --------------------------------------------------- | --------------------------------------------------- | --------------------------------------------------- |
| 1991                                                | 1996                                                | 2001                                                | 2004                                                |
| 142                                                 | 125                                                 | 133                                                 | 126                                                 |